# Salvatore Perugini
Pour les articles homonymes, voir Perugini.

a Compétitions nationales et continentales officielles uniquement.

b Matchs officiels uniquement.
Dernière mise à jour le 27 août 2016.
Salvatore Perugini, né le 6 mars 1978 à Pontelandolfo (Italie), est un joueur italien de rugby à XV.

## Biographie
Salvatore Perugini joue en équipe d'Italie et évolue au poste de pilier au sein de l'effectif du Stade toulousain de 2006 à 2009 puis il rejoint l'Aviron bayonnais en 2009 avant de signer avec l'Aironi Rugby, le  Zebre puis L'Aquila pour terminer sa carrière.

## Carrière

### En club
Salvatore Perugini arrive au Stade toulousain en 2006 en provenance de Calvisano où il est resté trois saisons. Il peut jouer pilier droit ou gauche. À Toulouse, l’international italien, même s’il n’est pas tout le temps titularisé, réalise des bonnes prestations, toujours régulières.
- 1997-2002 : L'Aquila Rugby  Italie
- 2002-2006 : Ghial Calvisano  Italie
- 2006-2009 : Stade toulousain  France
- 2009-2010 : Aviron bayonnais  France
- 2010-2012 : Aironi Rugby  Italie
- 2012-2014 : Zebre  Italie
- 2014-2015 : L'Aquila  Italie

### En équipe nationale
Il a honoré sa première cape internationale en équipe d'Italie le 4 mars 2000 à Dublin contre l'équipe d'Irlande. 

## Palmarès

### En équipe nationale
- 83 sélections depuis 2000.
- Tournois des Six Nations disputés : 2000, 2001, 2003, 2004, 2005, 2006, 2007, 2008, 2009, 2010, 2011
- Trophée Giuseppe Garibaldi: 2011

- En coupe du monde :
  - 2011 : 3 sélections (Russie, États-Unis, Irlande)
  - 2007 : 3 sélections (Nouvelle-Zélande, Portugal, Écosse)
  - 2003 : 3 sélections (All Blacks, Tonga, pays de Galles)

## En club
- Vainqueur du championnat d'Italie en 2005
- Vainqueur du championnat de France en 2008
- Finaliste de la coupe d'Europe en 2008